# Церковь Святого Саркиса (Красноярск)
Церковь Святого Саркиса (арм. Սուրբ Սարգիս եկեղեցի, Сурб Саркис екехеци) — действующий храм Армянской Апостольской церкви в городе Красноярске, Россия. Первый храм армянской апостольской церкви за Уралом.

## История
Строительство церкви Сурб Саркис началось ещё в 1998 году, после освящения фундамента Главой Ново-Нахичеванской и Российской епархий ААЦ Архиепископом Тираном. В 2001 году преемник Главы Ново-Нахичеванской и Российской епархии епископ Езрас Нерсисян освятил крест над тогда ещё строящимся храмом.
По данным 2003 года в Красноярском крае проживает около 12 тысяч армян. Для них церковь стала центром сохранения и развития армянской духовной культуры, языка и народных традиций.
Церковь была построена на добровольные пожертвования армян Красноярского края и мецената Саркиса Мурадяна.

### Открытие
Освящение церкви состоялось 15 мая 2003 года Католикосом Всех армян Гарегином II.
«Я передаю Вам духовное благословение, достойные свои поведением властям и Господу. Мы сделаем все, чтобы сохранить Ваш язык, Вашу культуру и национальные традиции»
 — заявил Гарегин II, обращаясь к местным армянам.
По словам спонсора строительства церкви Саркиса Мурадяна она построена с учётом всех национальных армянских традиций и создана по армянской архитектуре:
«Наши Церкви изначально делаются очень скромными внутри, поэтому никаких косметических работ больше проводиться не будет»
- говорит он.
Также заявление сделал глава города Красноярска Петр Пимашков:
«Для нас это не только символ сохранения армянских обычаев, но и символ объединения людей. Открытие Церкви поможет стать нам ещё ближе, а значит, ещё сплочённее.»
После освящения церкви Католикос Всех Армян Гарегин II выпустил в небо белых голубей, а после в саду церкви посадил ель — как символ дальнейшего процветания и благословения армянской культуры. По его словам, церковь станет не только духовным, но и культурным центром национальной традиции армянского народа.

## Устройство
Церковь Святого Сергия является небольшой, всего 10х14 метра. Поэтому, чтобы она не затерялась среди многоэтажных домов, решено было поставить её на цокольный этаж, в результате чего общая высота здания достигает 28 метров. На цокольном этаже находятся зал собраний на 50 мест, библиотека, классы для изучения армянского языка, гардеробная и прихожие. Для свободного доступа в библиотеку и классные комнаты ведут отдельные входы.

## Современное состояние
В церкви часто проходят армянские мероприятия. Действует армянская воскресная школа. В августе-сентябре 2016 года в церкви снимались некоторые места документального фильма Армянский вопрос.